# Borovickaja torony
A Borovickaja torony a Kreml falának legnyugatibb fekvésű, 1490-ben épült, 54 méter magas bástyatornya. Nevét a hagyomány szerint egy régebben itt álló fenyőerdőről kapta.

## Története
A mai torony helyén már annak megépítése előtt volt egy megerősített kapu a Kreml falán. Az új bástyatornyot 1490-ben építette III. Iván moszkvai nagyfejedelem rendeletére Pietro Antonio Solari, Milánóból érkezett olasz építész. Egyidejűleg készült el Solari irányításával a Kreml téglafalának innen a Vodovzvodnaja toronyig toronyig terjedő szakasza is.
1493-ban a tornyot súlyos tűzvész károsította. A 16-17. században a bástya által őrzött kaput elsősorban gazdasági célokra használták, a cári udvart ellátó szállítások itt haladtak át.
1935 őszén a szovjet hatóságok a torony tetején lévő cári kétfejű sast vörös csillagra cserélték. Ezt 1937-ben kicserélték egy másikra, ami ma is a torony tetején van. Hasonlóképpen ötágú vörös csillagok vannak a Szpasszkaja, a Nyikolszkaja, Troickaja és a  Vodovzvodnaja bástyatornyokon.

## A torony mai használata
A 21. században e torony alatt található a Kreml egyetlen, állandóan nyitva tartó kapuja. A látogatók ezen át közelíthetik meg a Fegyver-palota (Oruzsejnaja palata) múzeumát.

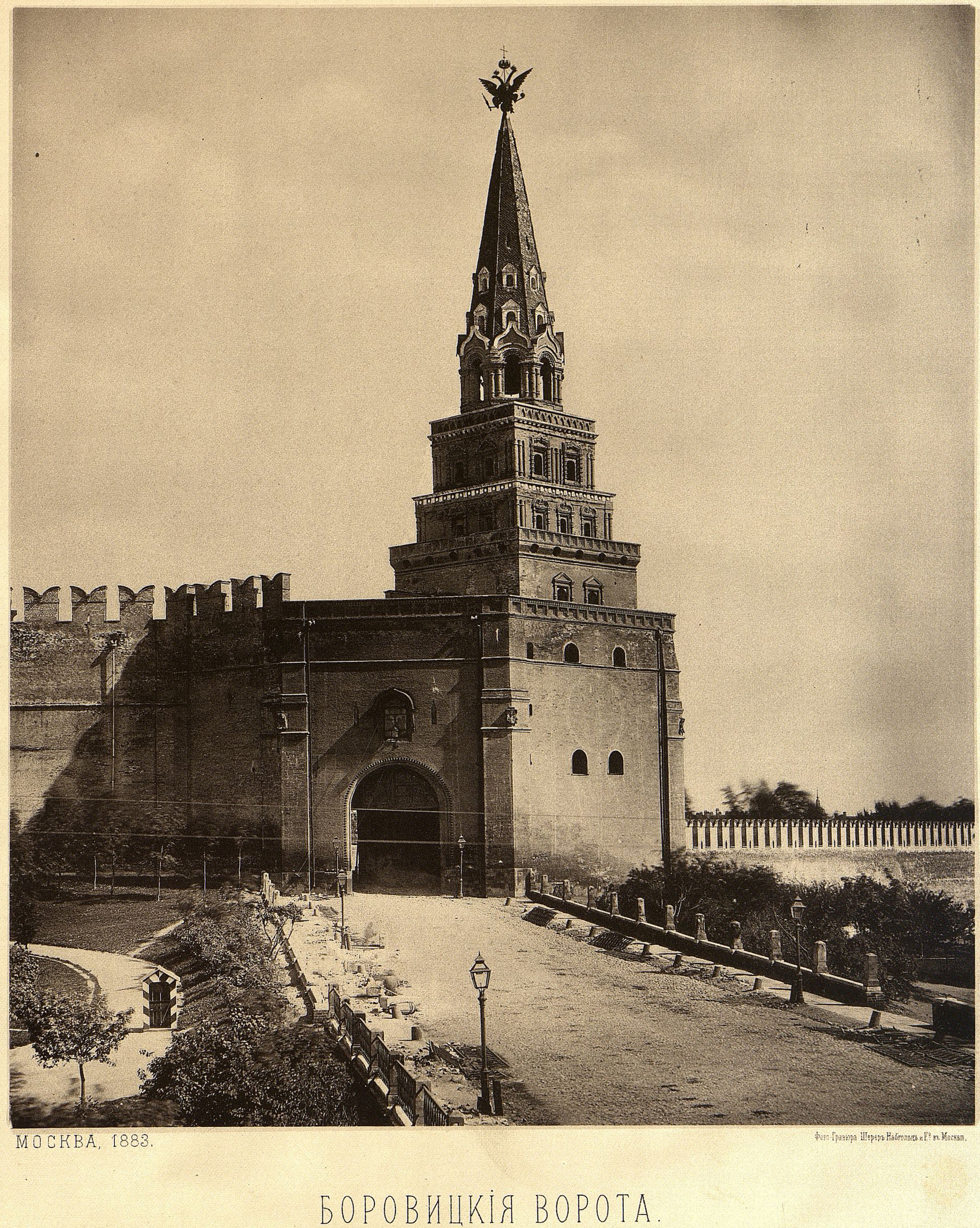
A Borocikaja torony a kapuval és a hozzá vezető híddal egy 1884-es fotón

## Fordítás
- Ez a szócikk részben vagy egészben  a(z)   Боровицкая башня című orosz Wikipédia-szócikk ezen változatának fordításán alapul.  Az eredeti cikk szerkesztőit annak laptörténete sorolja fel. Ez a jelzés csupán a megfogalmazás eredetét és a szerzői jogokat jelzi, nem szolgál a cikkben szereplő információk forrásmegjelöléseként.